# Anomala xanthopyga
Anomala xanthopyga är en skalbaggsart som beskrevs av Ohaus 1915. Anomala xanthopyga ingår i släktet Anomala och familjen Rutelidae. Inga underarter finns listade i Catalogue of Life.